# Otto Kohn (Leichtathlet)
Otto Kohn (* 16. Juli 1907 in Berlin; † 9. Mai 1992 ebenda) war ein deutscher Langstreckenläufer.

## Karriere
Bei den Olympischen Spielen 1928 in Amsterdam schied er über 5000 Meter im Vorlauf aus.
Viermal wurde er Deutscher Meister im Crosslauf (1929, 1931, 1932, 1933) und je einmal über 5000 (1927) und 10.000 Meter (1928).
Bis 1928 startete er für den SC Teutonia 99 Berlin, mit dem er 1927 Deutscher Meister in der 4-mal-1500-Meter-Staffel wurde, von 1929 bis 1931 für den SC Charlottenburg, mit dem er 1929 Deutscher Meister in derselben Disziplin wurde, und danach für den Polizei SV Berlin.

## Persönliche Bestzeiten
- 5000 m: 15:03,0 min, 21. August 1927, Colombes (ehemaliger deutscher Rekord)
- 10.000 m: 31:44,4 min, 2. Juli 1932, Hannover